# Alenka Rebula Tuta
Alenka Rebula Tuta (Loka pri Zidanem Mostu, 14 aprile 1953) è una poetessa, scrittrice e psicologa slovena.

## Biografia
Alenka Rebula, coniugata Tuta, è figlia di Alojz Rebula, uno dei massimi esponenti della letteratura slovena, e Zora Tavčar. Nel 1978 ha conseguito la laurea in Psicologia presso l'Università di Trieste. Dopo la laurea ha svolto l'attività di docente presso vari istituti scolastici della provincia di Trieste. Insegna pedagogia e psicologia presso il liceo A. M. Slomšek di Trieste e tiene seminari e conferenze di crescita personale in Slovenia e Austria. Sposata e con tre figli, vive in Italia.

## Opere in lingua slovena
- Mavrični ščit, 1983, Trst : ZTT, raccolta di poesie
- Globine, ki so nas rodile, zgodnje otroštvo v otroku in odraslem, 1998, Celovec-Ljubljana-Trst : Mohorjeva založba, testo scientifico di psicologia neonatale
- Blagor ženskam, 2007, Trst : ZTT, manuale di psicologia dedicato al mondo femminile
- V naročju, 2009, Trst : ZTT, raccolta di poesie
- Sto obrazov notranje moči, 2010, Ljubljana, Mladisnka knjiga, raccolta di meditazioni per la crescita personale

Nel 2010 fu realizzato un documentario sulla sua vita e le sue opere dal titolo "Otroštvo" (sl. Infanzia).

## Opere tradotte in italiano
- La primavera dell'anima, ed. L'età dell'Acquario, 2014, manuale di psicologia femminile

Alcune sue opere sono state pubblicate in antologie, tra cui la raccolta bilingue italiano-slovena Poeti di due minoranze, Capodistria : Unione italiana, 2006.